# Peruanska köket

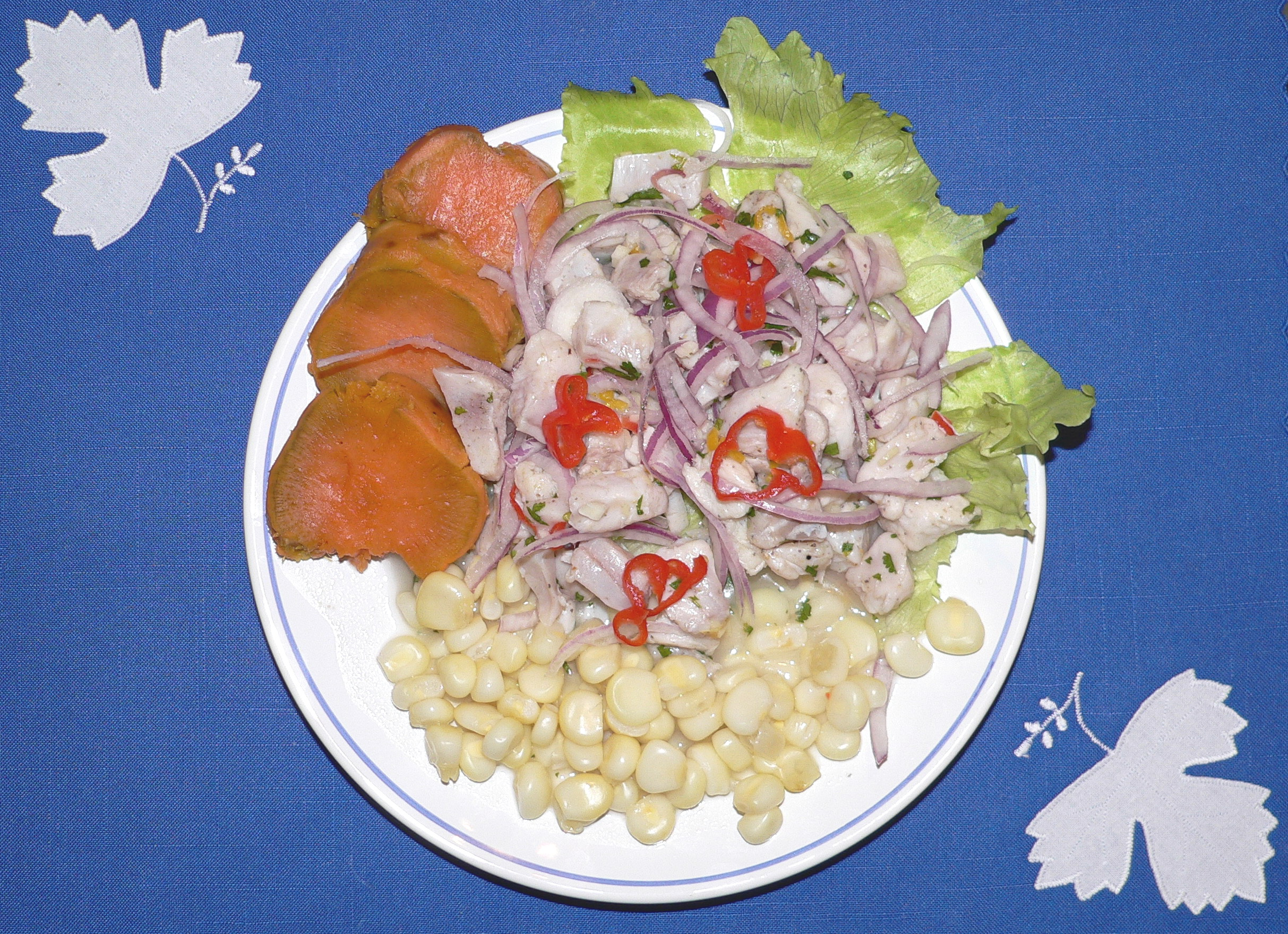
Ceviche, Perus nationalrätt.

Det peruanska köket anses vara ett av de mest varierade och originella i världen och är med i Guinness rekordbok för största variation och mångfald av traditionella rätter i världen (491).[källa behövs] Tack vare det prekolumbianska arvet från inkariket, Amazonas, Spanien och Afrika såväl som det franska, kantonesiska, japanska och senare även italienska köket har här skett en stor blandning, till en matkultur från "fyra kontinenter i ett enda land". Den erbjuder en betydande variation av typiska och kulinariska peruanska rätter i ständig utveckling.  Längs den peruanska kusten beräknas det finnas mer än tvåtusen olika soppor och i landet finns mer än 250 traditionella efterrätter. Bland de kulinariska stilarna i Peru, kan nämnas det kreolska köket (norra Peru och i Lima), den marina kokkonsten, matlagning i Anderna, Chifa och Amasonköket.
Peru har även rekordet för största tillverkade ceviche som vägde över 6 000 kilogram.
Peru utsågs 2024 till bästa kulinariska resmål i Sydamerika av Word Travel Awards.

## Peruanska kökets främsta kännetecken
Det peruanska köket har varit mötesplats för flera kulturer, tack vare den påverkan som mestiserna haft på Perus historia. Det klassiska peruanska köket brukar vara attraktivt för sina färger och för sin kryddning med olika pepparfrukter, vilket är en betydelsefull ingrediens. Men några av de olika ají som används är inte så kryddstarka och används bara för att ge färg till de traditionella rätterna eller för att ge dem bättre smak. Ris är ett livsmedel som ingår i många rätter, främst populariserat från början av 1800-talet genom påverkan från den kanton-kinesiska invandringen, även om det numera har blivit en nyckelingrediens som betyder mer än bara en enkel garnering. Många rätter baserar sig nu på ris.

## Drycker
När det gäller drycker är pisco sour flaggskeppet bland cocktails. Den bereds av  pisco, en alkohol med ursprung i Peru. Chicha de Jora, är en ceremoniell dryck av pre-kolumbianskt ursprung och gjord av majs. Chicha de Jora är en traditionell spritdryck från bergsområdena och är, dessutom, den traditionella drycken på Fiesta de San Juan, som firas i hela den peruanska regnskogen. I djungeln bereder man masato, en spritdryck från urbefolkningen, brygd på jäst yuca. Traditionellt bereds den genom att man tuggar yuca som jäser genom inverkan av saliven. Numera används andra jäsningsprodukter. Från regnskogen kommer en stor variation av läskande drycker gjorda av frukter från Amasonas, bland dessa finns aguajina, en dryck gjord av aguaje, moriche och burití (Mauritia flexuosa) och drycken camu-camu (Myrciaria dubia), en frukt från Amasonas som innehåller mycket C-vitamin. Inca Kola, av nationellt ursprung, är den läskedryck som säljs mest, inklusive mer än de multinationella Coca Cola och Pepsi.

## Internationellt
Enligt franska tidningen Le Monde har gastronomin i Peru en mycket framträdande plats, på världsnivå räknas det som ett av de tre stora köken i världen, vid sidan av Kina och Frankrike, medan det i internationella gastronomiska tävlingar även konkurrerar med det indiska köket. [källa behövs]
Under senare år har det peruanska köket börjat expandera utanför Perus gränser. Vid det fjärde internationella Gastronomiska mötet i Madrid 2006, 17- 19 januari 2006, förklarades staden Lima som gastronomisk huvudstad i Latinamerika.

## Exempel på maträtter
- Ají de gallina[11]
- Anticuchos
- Arroz tapado
- Causa limeña
- Ceviche
- Chicharrones
- Chupe de pescado (fisksoppa)
- Jattna[12]
- Mazamorra morada
- Mondongo (ko-mage)
- Ocopa
- Papas a la huancaina
- Papas rellenas
- Tamales

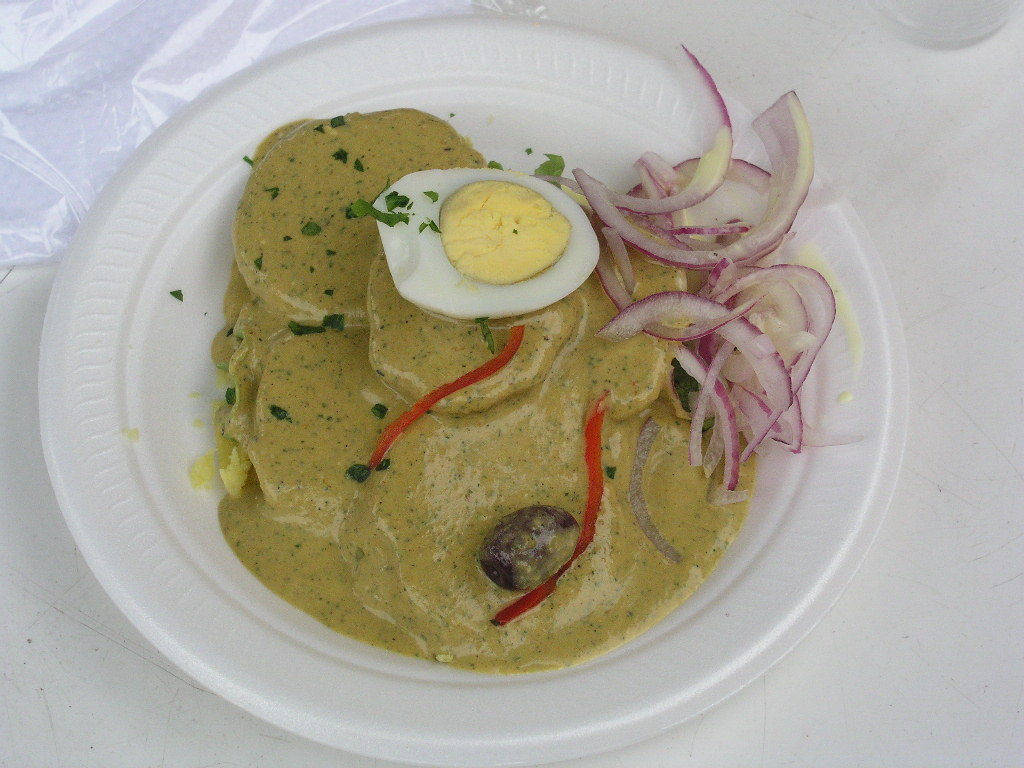
Ocopa

Några typiska maträtter fördelade efter region:
- Amazonas: Tamalitos, Cazuela, Carne arrollada, Purtumute, Humitas de choclo, Chipasmute, Plátanos rellenos
- Ancash: Picante de cuy, Jaca-Cashqui, Pecan-caldo, Humitas de chochoca
- Apurímac: Huatia, Panes, Japchi, Picantes, Chicharrón de cuy, Postres de calabaza
- Arequipa: Rocoto relleno, Aji lacayote, Adobo, Cuy chactado, Ocopa, Chairo
- Ayacucho: Puca-picante ayacuchano, Mondongo ayacuchano, Kanka, Chorizo, Patachi
- Cajamarca: Humitas, Cuy con papa, Caldo verde de papa, Manjarblanco, Paraíso de hortensias y chiromoyas
- Cusco: Timpo, Chuño cola, Rocotos rellenos, Pepián de conejo o cuy
- Huancavelica: Mondongo, Pachamanca (3 maj)
- Huánuco: Pachamanca, Picante de cuy, Locro de gallina, Picante de queso, Tocosh
- Ica: Carapulcra, Chupe de pallares verdes, Sopa de tortuga (sköldpaddsoppa), Frejol colado, Las tejas (pappersinlindad fruktbit eller nöt täckt med glasyr eller choklad)
- Junín: Cuy colorado, Huallpa chupe
- La Libertad: Shambar (soppa), Cecina, Causa en lapa
- Lambayeque: Seco de cabrito, Arroz con pato (ris med anka), Espesado, Chirimpio, Humitas
- Lima: Carapulcra limeña, Arroz con conchas (musslor med ris), Cau-cau a la limeña, Anticuchos, Mazamorra morada,  Ranfañote
- Loreto: Inchicapi de gallina, Nina Juane, Juane de arroz con gallina, Zarapatera
- Madre de Dios: Patarashca, Sopa de motelo, Muchangue, Timbuche o chilcano, Masato, Tacacho, Chapo
- Moquegua: Cacharrada, Conejos fritos (stekt hare), Parasca moqueguana, Penco, Guargüeros
- Pasco: Patasca de mote, Caldo verde
- Piura: Seco de chabelo, Seco de cabrito, Chifles, Natillas, La chicha
- Puno: Chairo, Asado de chancho (grisstek), Pesq'ue de quinua, Huatia, Suche, Queso ccauche, Quesillos con miel
- San Martín: El inchi capi, Juane de arroz, Nina Juane, Tacacho, Poroto shirumbe
- Tacna: Patasca tacneña, Cordero a la parrilla (grillat lamm)
- Tumbes: Cebiche de conchas negras (cebiche på svarta musslor), Caldo de bolas de plátano (soppa med "bananbollar"), Chinguirito, Antecoco (tilltugg)
- Ucayali: Patarascha, Zarapatera, Ensalada de chonta, Juanes